# Alvar
Pour les articles homonymes, voir Alvar (homonymie).
Les Alvars (tamoul : ஆழ்வார்கள்), qui signifie: « ceux qui sont immergés en Dieu », étaient douze saints-poètes tamouls  de l'Inde du Sud, qui vivaient entre les VIe et Xe siècles en adhérant à la « dévotion émotionnelle » ou bhakti envers Vishnu et ses avatars tels Krishna et Rāma, dans leurs chants extatiques. 
Il s'agit exclusivement de vishnouïtes, qui, durant les premiers temps médiévaux de l'histoire du Tamil Nadu, aidèrent à faire revivre la pratique de la dévotion hindouiste bhakti écrivant des hymnes suivant leurs pèlerinages et donc les visites des temples qui les accueillaient. On compte parmi eux une femme, Andal. L'ensemble formé par leurs hymnes est connu sous le nom de Nalayira Divya Prabandham (en)
qui se traduit par: La Collection sacrée de 4000 chansons.
Les douze saints sont ainsi: Andal, Periyalvar, Kulasekalvar, Tirumalisai, Tondaradipodi Alvar, Tirupanalvar, Maturakavi, Tirumankai, Nanmalvar, Poykai, Putam et Pey.
Les prières de ces saints sont encore de nos jours récitées dans des temples dédiés à Vishnu sur le sous-continent indien.